# Idmon bicolora
Idmon bicolora là một loài bướm trong họ Hesperiidae. Chúng được mô tả bởi XL. Fan và M. Wang năm 2007. Loài này thường xuất hiện ở Quảng Đông (Trung Quốc).